# Арнульф Каринтийский
Арнульф Каринтийский (нем. Arnulf von Kärnten; около 850 — 8 декабря 899, Регенсбург) — маркграф Каринтии с 876 года, король Восточно-Франкского королевства с 887 года, император Запада с 896 года, один из последних представителей немецкой линии династии Каролингов. Арнульф получил власть в Восточно-Франкском королевстве, свергнув своего дядю, императора Карла III Толстого, который был последним правителем единой Каролингской империи. Однако ему не удалось помешать избранию в других частях империи королей из других династий. Хотя Арнульф и смог добиться от них подчинения, но оно было формальным. Даже в собственном королевстве его власть была не абсолютной. Также в 895 году он добился провозглашения своего незаконнорожденного сына Цвентибольда королём Лотарингии.
Во время своего правления Арнульфу пришлось воевать с норманнами и Великой Моравией, а также столкнуться с набегами венгров. В 894 и 895—896 годах он совершил 2 похода в Италию. Хотя он и принял титул короля Италии, а в феврале 896 года был коронован императорской короной, в марте его разбил паралич, в результате которого установить власть в Итальянском королевстве ему так и не удалось. После смерти Арнульфа сменил на престоле малолетний сын Людовик IV Дитя, ставший последним Каролингом в Восточно-Франкском королевстве.

## Биография

### Ранние годы
Арнульф был незаконнорожденным сыном Карломана, короля Баварии и Италии, и его конкубины карантанки Лиутсвинды, женщины благородного происхождения. Год его рождения в источниках не указывается. Поскольку отец Арнульфа родился около 828 года, а сын Арнульфа Цвентибольд родился в 870 году, то сам он мог появиться на свет между 845 и 853 годами. Неизвестно, состоял ли в момент рождения сына Карломан в каком-то браке: первое упоминание его жены, дочери маркграфа Эрнста, относится к 861 году. Но, несмотря на незаконнорожденность, Карломан считал Арнульфа своим наследником, поскольку законнорожденных сыновей у него не было. Кроме того, сына он назвал в честь знаменитого предка Каролингов — Арнульфа Мецского.
Людовик II Немецкий управлял своим королевством достаточно долго — 50 лет. В результате его сыновья пришли к власти в достаточно преклонном возрасте. В итоге после смерти Людовика в 876 году, разделившего Восточно-Франкское королевство между тремя сыновьями, Карломаном, Людовиком III Младшим и Карлом III Толстым, смена правителей происходила достаточно часто.
Не позднее 28 августа 876 года, когда умер его отец, Людовик II Немецкий, Карломан выделил сыну области, которыми сам управлял при жизни отца — маркграфства Каринтию и Паннонию. Эти области с изначально славянским населением сравнительно недавно находились под немецким владычеством. Наличие данных владений оказало благоприятное влияние на перспективы Арнульфа. В состав его княжества входили все восточные марки от Фриули до Штирии включительно.
После того как король Баварии и Италии Карломан, отец Арнульфа, в 877 году оказался парализован, а в 878 году лишился возможности говорить, к 879 году Арнульф стал фактическим правителем Баварии. Но попытка обеспечить наследование королевства провалилась, после смерти отца в 880 году он был вынужден, подчиниться дяде Людовику Младшему, унаследовавшему Баварию. Сам Арнульф при этом сохранил своё княжество. В 881 году швабский монах, продолживший историю франков, приписываемую Эрханберту, настоятельно просит долгой жизни Арнульфу, как единственному, кто, по его мнению, может продолжить дело Людовика Великого.
В 882 году умер Людовик Младший. Поскольку его двое сыновей умерли раньше отца, а у Карломана законнорожденных сыновей не было, Восточно-Франкское королевство объединил Карл III Толстый. При этом в связи с малым количеством представителей Каролингов значение Арнульфа выросло. Он признал дядю, прибывшего из Италии, своим сюзереном. Летом того же года Арнульф командовал баварскими отрядами в имперской кампании против норманнов. Однако участие в военных кампаниях Карла не принесло ему славы, ибо нападение на норманнов провалилось. Но при этом авторитет Арнульфа в Баварии был достаточно велик.
В 882 году Арнульфу принесли присягу сыновья погибших в 871 году в битве с моравами маркграфов Вильгельма II и Энгельшалка I, надеясь вернуть себе Восточную марку, которая была отдана маркграфу Арибо, заключившим союз со Святополком I Моравским. В итоге Арнульф самовольно начал войну против правителя Моравии, однако он переоценил свои силы. Летом 883 и 884 годов моравы без особого сопротивления опустошили Паннонию, была разбита и посланная Арнульфом армия. Осенью Карл Толстый, который встал на сторону Арибо, встретился с Святополком, а также подтвердил право владения Арибо Восточной маркой.
В соседнем Западно-Франкском королевстве представителей династии Каролингов тоже было мало. После смерти Карла II Лысого в 877 году наследники правили недолго. Людовик II Заика умер в 879 году, а из сыновей последнего Людовик III умер в 882 году, а Карломан II — в 884 году. Их младший брат Карл Простоватый был в это время ещё слишком мал, поэтому знать королевства призвала на трон Карла Толстого, который в итоге на недолгое время объединил в своих руках большую часть Каролингской империи.

### Приход к власти
Хотя Арнульфу и не повезло в войнах против норманнов и славян, он стремился поддерживать мир против них. Собственное окружение и семья считали его подходящим наследником престола Карла Толстого, не имевшего законнорожденных детей. В результате из рода Людовика Немецкого осталось только двое представителей: Арнульф и Бернард, незаконнорожденный сын Карла Толстого. В последние годы недовольство правлением императора росло, что в итоге привело к его свержению.
В июне 887 года Арнульф приютил смещённого канцлера Карла, епископа Верчелли Лиутварда, обладавшего огромным политическим опытом, который, возможно, способствовал свержению императора. Почву для свержения Карла Толстого подготовила и Хильдегарда, дочь Людовика III Младшего: её мать происходила из саксонского герцогского дома Людольфингов, благодаря чему она имела большое влияние в Нижней Германии. В конце октября 887 года Арнульф собрал армию из баварцев и подвластных ему славян и двинулся на запад. Фактически присвоив себе королевские полномочия, он заявил, что любой, кто откажется присоединиться к нему, лишится своих владений. Император, находившийся в своём дворце в Требуре, пытался вступить в переговоры с племянником, отправив посредником архиепископа Майнца, однако успеха не добился. В итоге в середине ноября 887 года Карл Толстый отрёкся от престола. Он умер через несколько недель в январе 888 года. Перед отречением император просил Арнульфа позаботиться о его сыне Бернарде. Новый король выполнил просьбу, но уже в 890 году тот принял участие в заговоре, намереваясь стать королём Швабии, которое было подавлено. Бернард бежал, но был убит в 891/892 году.

### Король Восточно-Франкского королевства

Каролингская Европа в 888 году
Итальянское королевство
Восточно-Франкское королевство
Западно-Франкское королевство
Королевство Верхняя Бургундия
Королевство Нижняя Бургундия

Сразу после низложения Карла Толстого Арнульф был несомненным наследником. Уже 27 ноября он подписал документы в Франкфурте в качестве признанного короля Восточно-Франкского королевства. Рождённый в Баварии, он сделал своей главной резиденцией Регенсбург. Когда позволяли дела, он часто бывал или в ней, или в Каринтии. Обладая прекрасной внешностью и высокими моральными данными, Арнульф мог без особых проблем претендовать на императорский титул, но вовремя о своих претензиях не заявил.
В то время как он пребывал в Регенсбурге зимой 887/888 года, за пределами Германии появилось много новых королей, ни один из которых не принадлежал к династии Каролингов. Так, королём Западно-Франкского королевства стал граф Парижский Эд из династии Робертинов; королём Верхней Бургундии — Рудольф I из династии Вельфов; королём Нижней Бургундии — Людовик, внук по матери императора Людовика II; королём Италии — Беренгар I Фриульский. Арнульф, судя по всему, не ожидал подобного. Летом 888 года трое представителей западно-франкской знати умоляли Арнульфа выступить против Эда Парижского. Вместо этого он пригласил Эда в Вормс, где тот в июле или августе признал Арнульфа сюзереном, в ответ тот признал его королевский статус. Затем германский король разбил армию Рудольфа Верхнебургундского, после чего тот также признал сюзеренитет Арнульфа в Регенсбурге. В ноябре или декабре верховную власть Арнульфа признал также Беренгар Фриульский, который в Италии соперничал за власть с Гвидо Сполетским. В июле 889 года в Форххайме вдовствующая королева Нижней Бургундии Ирменгарда принесла ему присягу от имени своего несовершеннолетнего сына Людовика. Там же Арнульф получил от собравшейся знати королевства обещание, что двое его незаконнорожденных сыновей, Цвентибольд и Ратольд станут королями, если его жена Ода не родит сына.
В июле 889 года Арнульф сражался с ободритами, но успеха не добился. В марте 890 года король несмотря на предыдущую войну, решил заключить мирное соглашение с моравами, встретившись с герцогом Святополком, подтвердив заключённый в 874 году мир.
Договорившись со славянами, далее Арнульфу пришлось сражаться против другого врага — норманнов, которые закрепились в Западно-Франкском королевстве. Особенно много их было в районе Нойона. В мае 891 года король предпринял поход на территорию современной Бельгии, однако норманны ушли от его атаки. Когда же он вернулся в Баварию, приказав начать новый сбор армии в Маастрихте, в тылу этой армии появились отряды норманнов. Миновав район Ахена, они захватили Гёленбах около Мерссена. Поскольку швабы отказались от дальнейшей службы, указав, что у них много больных, когда Арнульф 1 октября прибыл в Маастрихт, в составе его армии были только франконцы. Норманны же отступили в хорошо укреплённый зимний лагерь под Лёвеном. Когда королевская армия расположилась у реки Гёйле, на неё напали норманны, нанеся поражение. Но позже Арнульф переправился через реку и штурмовал норманнский лагерь, одержав победу. При этом погибли двое морских королей. В свою столицу Регенсбург король послал 16 захваченных стягов. Впрочем, полного успеха он не добился, поскольку после отхода королевской армии остатки побеждённых, усиленные экипажами своих кораблей, вернулись в лагерь, где зазимовали, а позже разграбили земли возле Бонна.

### Выделение королевства Цвентибольду
Зимой 892/893 года Арнульфу вновь пришлось разбираться с норманнами Лотарингии, пообещав местному духовенству, что он примет меры для дальнейшей защиты. В это время он, судя по всему, стал задумываться о выделении бывшего королевства своему сыну Цвентибольду, поскольку в 893 году жена родила ему сына, названного Людовиком, что отодвинуло незаконнорожденного сына от трона. Для начала король выделил ему ряд лотарингских владений.
28 января 893 года в Западно-Франкском королевстве Карл III Простоватый, сын Людовика II Заики, был коронован в противовес Эду Парижскому. Его сторонники начали войну в королевстве, но в мае 894 года Карл был вынужден бежать в Вормс, где обратился за помощью к Арнульфу. Король решил поручить помощь своему родственнику епископам и знати Лотарингии, однако успеха он не добился: знать не особо жаждала сражаться за чужого правителя и при приближении армии Эда разбежалась. Также Арнульф попытался добиться избрания сына королём Лотарингии, но столкнулся с сопротивлением знати.
В начале 895 года сторонники Карла опустошали земли в Бургундии и Западно-Франкском королевстве, в ответ Эд объявил о конфискации их владений. Узнав об этом, Арнульф распорядился вызвать к нему и Эда, и Карла на его суд. Сторонники Карла убедили того не ехать по призыву, в то время как Эд в мае явился к Арнульфу в Вормс, привезя богатые дары. В итоге германский король встал на сторону Эда. На этом же собрании Арнульфу удалось наконец преодолеть сопротивление лотарингской знати и короновать Цвентибольда в качестве независимого короля Лотарингии. При этом в состав выделенного сыну королевства входили все составные части бывшего королевства Лотаря II, включая Фризию, Эльзас и Брейсгау, являющихся частью Восточно-Франкского королевства, а также часть Бургундии, не входившая в состав королевств Рудольфа и Людовика.
Выделение королевства сыну, который вскоре настроил против себя всех соседей и ненадолго пережил отца, значительно уменьшило могущество Арнульфа. Нижняя Германия хотя формально и признавала его сюзеренитет, но не принимала участие в имперских войнах. Арнульф сильно зависел от знати Франконии, Баварии и Швабии, причём в послушании швабов, как показала кампания 891 года против норманнов, он не был уверен. Это во многом объясняет ход его войн против Моравии и Италии.

### Война против Моравии
Хотя в Восточной марке правителем оставался Арибо, старый соперник Арнульфа, король в качестве компенсации своим старым союзникам, сыновьям графов Вильгельма и Энгельшалка, передал ряд приграничных областей. Позже один из них, Энгельшалк II, выкрал дочь Арнульфа и женился на ней. Хотя ему удалось примириться с королём, но в 893 году во время визита в Регенсбург баварская знать ослепила Энгельшалка, его двоюродный брат Вильгельм был казнён за связи с Моравией, а ещё один брат бежал в Моравию, где его и убили. Владения Вильгельминов были конфискованы Арнульфом и отданы Кремсмюнстерскому монастырю. В этой обстановки летом 892 и 893 годов король совершил набеги на Моравию. При этом летом 893 года армия Арнульфа во время отступления подверглась нападению. В том же году к нему бежал Вихинг, один из главных советников Святополка, которого король сделал канцлером.
В следующем году Святополк умер от болезни, после чего двое его сыновей заключили мир с Арнульфом. Условия его неизвестны, но возможно, что обе стороны к мирным переговорам подтолкнуло вторжение прибывших в это время на Средний Дунай кочевников-венгров, которые разграбили Моравию и приграничные владения Арнульфа.
Сложное положение Арнульфа после неудачной войны с Моравией видно из раскрытого против него заговора, который был организован его бывший союзницей принцессой Хильдегардой и могущественным баварским графом Энгильдео. В итоге король передал владения Энгильдео, к которым добавил земли Вильгельминов, своему племяннику Луитпольду, предку баварского герцогского дома Луитпольдингов.
Позже между сыновьями Святополка начались раздоры, в результате которых ряд моравских изгнанников начали искать прибежища в королевстве Арнульфа. Кроме того, Моравия подвергалась набегам венгров. Вторгались они также и в Паннонию, где наместник Арнульфа, славянский князь Брацлав, ничего не мог им противопоставить. Чтобы противостоять набегам, Арнульф в 898 году предоставил военную помощь младшему из сыновей Святополка. Кроме того, король сместил маркграфа Арибо, обвинив того в торговле с Моравией. В 899 году восстал Инсарих, сын Арибо, который смог вернуть владения с помощью Моравии.

### Итальянские дела
В Италии в борьбе за власть между Беренгаром Фриульским и Гвидо Сполетским победителем вышел последний. Он в феврале 891 года короновался императорской короной, а в апреле 892 короновал ещё и сына Ламберта. Однако вскоре отношения Гвидо Сполетского и папы Формоза ухудшились, поскольку новый император стал пользоваться своими полномочиями в папских владениях, не соблюдая никаких договорённостей. В итоге папа решил осенью 893 года обратиться за помощью к Арнульфу. Кроме посланников от папы, в Регенсбург прибыли некоторые крупные итальянские сеньоры, прося освободить папу от тирании Гвидо, а также намекая на то, что наградой станет императорская корона. Однако сначала король послал своего сына Цвентибольда, который, объединив свою армию с силами Беренгара Фриульского, двинулся на Павию, где укрылся император, намереваясь защищать переправу через реку Вернаволу. Армия Цвентибольда и Беренгара стала лагерем на другом берегу реки, но в течение 20 дней не предпринимала никаких попыток переправиться. Далее Гвидо предложил Цвентибольду выкуп за то, что тот отступит. Сын Арнульфа согласился и увёл свою армию, бросив союзника, вернувшись в Германию в конце октября.
Разочарованный действиями Цвентибольда, Формоз вновь обратился к Арнульфу, прося того оказать более действенную помощь. К призывам папы присоединился и Беренгар. В итоге германский король решил откликнуться. Поскольку баварцы в это время участвовали в войне с Моравией, то в середине зимы Арнульф набрал в армию швабов и с ней отправился в Италию. Он прошёл через Бреннерский перевал, добравшись до Вероны. Гвидо в это время опять укрылся в Павии. Из Вероны армия Арнульфа двинулась в Милан, в конце января 894 года он был в Брешии. Когда же он добрался до Бергамо, то правитель города, граф Амвросий отказался открыть ворота, сохраняя верность Гвидо. В итоге Арнульф решил преподать урок и 1 февраля взял город штурмом. Атакующим удалось пробить брешь в городских стенах. Проникнув в город, армия начала его грабить, убивая жителей. Кроме домов жителей разграблены были также монастыри и церкви. Граф укрылся в башне, но в итоге был взят в плен, после чего в полном графском облачении был повешен за городской стеной. Жена Амвросия и его дети были взяты в плен, имущество конфисковано. Попал в плен и епископ, которого заключили под стражу.
Известие о бойне в Бергамо, устроенной Арнульфом, быстро распространилось, после чего итальянские города, в том числе Милан и Павия, откуда уехал император, отправили к нему послов, изъявляя о полном подчинении. Правителем Милана Арнульф назначил Оттона Саксонского, бывший граф сохранил должность пфальцграфа. Далее король двинулся в Павию, куда добрался в марте. В городе перед ним предстали итальянские сеньоры, однако Арнульф приказал арестовать нескольких из них, включая Адальберта II Тосканского и его брата, чтобы продемонстрировать свою власть. Король не намеревался держать пленных долго и вскоре отпустил, потребовав клятвы верности. Но, получив свободу, те бежали в Тоскану, где, набрав армию, двинулись, перекрыв дорогу на Рим, чтобы препятствовать походу Арнульфа за императорской короной, которую тот планировал получить из рук папы. 11 марта король был в Пьяченце, но, посчитав, что не сможет преодолеть перекрытый тосканцами проход, решил отправиться на запад. Он планировал добраться до Верхней Бургундии, чтобы напомнить королю Рудольфу I о его обязательствах, но тот решил использовать обстоятельства себе на пользу, отправив свою армию на помощь маркграфу Ивреи Анскару, сохранившему верность Гвидо. Добравшись до Ивреи, Арнульф обнаружил, что город не желает распахивать ворота перед ним. Штурм города успехом не увенчался. В итоге армия Арнульфа была вынуждена двинуться через горы. Спустившись в Валле-д’Аоста, Арнульф оказался в Верхней Бургундии, правитель который при виде армии не решился на неё нападать. Оставив армию грабить эти земли, сам король двинулся в Германию. Через 2 месяца в Вормсе было решено предпринять против Верхней Бургундии карательную экспедицию.
В декабре 894 года умер Гвидо Сполетский. После смерти соперника оживился Беренгар Фриульский, который двинулся в Павию, однако его планам помешал Ламберт, сын Гвидо, в результате чего он был вынужден укрыться в своих владениях. Папа Формоз, который разочаровался в Арнульфе, высказывал юному императору расположение, а сам он постарался не давать германскому королю повода для нового итальянского похода. Но летом 895 года Ламберт позволил своему кузену, маркграфу Сполето Гвидо IV отправиться в поход в Южную Италию, что рассорило его с папой, у которого были свои виды на те земли. В итоге Формоз решил вновь обратиться за помощью к германскому королю. Кроме того, вмешательство Ламберта в южноитальянские дела обеспокоило Византию, в результате чего император Лев VI договорился с Арнульфом о совместном нападении на Италию. Кроме того, он ещё и заключил договор с королём Нижней Бургундии Людовиком, пообещав ему руку своей дочери. Впрочем, подобное предложение не обрадовало Арнульфа, который опасался, что Людовик может предъявить права на королевство как внук Людовика II, поэтому поспешил откликнулся на призыв папы.
Поскольку в 894 году был заключён мир с Моравией, то в предпринятый осенью 895 года поход Арнульф призвал в свою армию кроме швабов ещё и франконцев. Поскольку несмотря на условия договора 888 года с Беренгаром после похода в Италию германский король присвоил себе ещё и титул короля Италии, это вызвало недовольство фриульского маркграфа, перекрывшего проход в королевство через Бреннерский перевал. Как именно Арнульф добрался до Италии неизвестно, но, прибыв туда, он, судя по всему, заключил с Беренгаром какое-то соглашение, поскольку дальше тот сопровождал его до Тосканы. Арнульф решил двинуться прямо в Рим. Около Пьяченцы он переправился через реку По. Ламберт не мог помешать наступлению его армии и был вынужден отступить. В Парме Арнульф свою армию разделил на 2 части: одна часть через Болонью двинулась к Флоренции, основная же, в которой ехал король, отправилась по дороге к Чизе. К рождеству он добрался до Луни. Здесь Арнульф решил избавиться от Беренгара, но того успели предупредить, так что он бежал. Дорога была тяжёлая, шли проливные дожди. Кроме того, начали умирать лошади, поражённые какой-то болезнью. Также стало известно, что Беренгар добрался до Адальберта Тосканского и смог убедить его покинуть сторонников германского короля. Но поворачивать Арнульф не рискнул.
До Рима он добрался в феврале 896 года, но обнаружил, что ворота города закрыты, поскольку его заняла сполетская армия, которую возглавляла Агельтруда, мать Ламберта. Однако армии Арнульфа удалось к вечеру захватить город, не пролив крови. Лиутпранд Кремонский приводит красочное описание штурма, обвиняя в падении города зайца. Якобы напуганный гомоном армии, он выскочил к городской стене, и за ним помчались германцы, решив его поймать. После этого жители Рима решили, что начался штурм и по примеру зайца покинули укрепления. Однако данная легенда восходит ещё к Геродоту и явно является выдумкой хрониста. В любом случае, Агельтруде, судя по всему, не удалось сподвигнуть жителей города на его защиту, поэтому она была вынуждена бежать.
Арнульф не стал сразу отправляться к собору Святого Петра, не желая выглядеть завоевателем. Он дал служителям подготовить свой торжественный въезд 22 февраля 896 года, после которого был торжественно коронован папой императорской короной. Арнульф пробыл в городе 14 дней, после чего отправился обратно. По дороге он планировал захватить Сполето, но по пути в марте у него случился апоплексический удар, после чего его разбил паралич. Хотя молва обвинила Агельтруду в том, что она отравила императора, но причины, скорее всего, были естественными, поскольку Каролинги были предрасположены к подобным болезням. В итоге германская армия повернула на север, увозя беспомощного Арнульфа. 27 апреля он достигли Пьяченцы, откуда без каких-то препятствий добрались до Баварии.
Хотя Арнульф попытался наделить своего сына Ратольда в Милане правами вице-короля, но уже в мае знать вновь признала королём Ламберта, после чего Ратольду пришлось бежать. Ламберт умер в октябре 898 года, после чего королём был признан Беренгар.

### Смерть и наследство

Каролингская Европа в 898 году

После трёх лет тяжёлой болезни Арнульф умер в Регенсбурге 8 декабря 899 года. Хотя он распорядился, чтобы его преемником стал Цвентибольд или Ратольд, знать выбрала новым королём его законнорожденного малолетнего сына Людовика IV. Тот стал последним представителем династии Каролингов в Восточно-Франкском королевстве; с его смертью в 911 году династия Каролингов в королевстве прекратилась.

### Семья
Жена: с около 888 Ода Франконская (около 873 — после 30 ноября 903) из знатного франкского рода Конрадинов, возможно, дочь Беренгара, графа в Гессенгау. Дети:
- Людовик IV Дитя (сентябрь/октябрь 893 — 20 или 24 сентября 911), король Восточно-Франкского королевства с 900 года[10].

Кроме того, у Арнульфа было несколько незаконнорождённых детей:
- Глисмут (около 866 — 26 апреля 924); муж: с около 880 года — герцог Франконии Конрад Старший (845/860 — 27 февраля 906).
- Цвентибольд (870 — 13 августа 900), король Лотарингии с 895 года.
- Ратольд (около 889 — после 896), родоначальник графов Мерано.
- Эллинрата (умерла после 24 мая 914); муж: ранее 893 — маркграф Баварской восточной марки Энгельшалк II[нем.].